# Die grössten Schweizer Hits
Die grössten Schweizer Hits war eine Fernsehshow des Schweizer Fernsehens, die von 2006 bis 2009 am Sonntagabend um 20 Uhr auf SF 1 ausgestrahlt wurde. Moderiert wurde die Show von Sven Epiney. Neben ihm sassen Francine Jordi, Beni Thurnheer und Roman Kilchsperger in einer Talkrunde. Als Rankingshow glich sie der Chartshow von RTL.
In der Show ging es um die beim Deutschschweizer Publikum beliebtesten Musikhits der vergangenen Jahrzehnte. Jeweils im Frühjahr wurden vom Schweizer Fernsehen, gestützt auf Eingaben von Radiostationen, Medienpartnern oder der SUISA, eine grosse Zahl von Titeln ins Internet gestellt. Jedermann konnte sich die Titel anhören und seine Stimme abgeben. Aufgrund dieser Publikumsbefragung wurden die Sendungen zusammengestellt. Die Sieger der einzelnen Sendungen wurden per Televoting bestimmt. Es standen Titel aus so unterschiedlichen Sparten wie Ländlermusik, Schlager, Rock- und Popmusik bis zu Hip-Hop zur Auswahl.
Im Rahmenprogramm traten weitere Musikdarbietungen auf. In der Staffel 2007 gab es hierbei überraschende Comebacks; so fanden etwa Krokus in der Originalbesetzung sowie Peter, Sue & Marc für einen Auftritt in der Show wieder zusammen. In einer «Hitbox» genannten Rubrik kommentieren zudem Prominente alte Filmausschnitte.
Partnersender waren zwei Radioprogramme des damaligen Schweizer Radio DRS, die DRS Musikwelle (Volkstümliches) und DRS 3 (Rock/Pop).
Ursprünglich waren «Die grössten Schweizer Hits» als einmalige Chartshow geplant. Der Publikumserfolg führte dazu, dass weitere Staffeln folgten. Die drei ersten Siegertitel wurden von der Redaktion in eine «Hall of Fame der Schweizer Unterhaltungsmusik» aufgenommen.

## Show 2006
Am 7. Oktober 2006 fand die erste Hitsendung als Samstagabendshow statt. Zur Wahl standen 15 Titel.
| Platz | Titel                 | Interpret                    | Prozente |
| ----- | --------------------- | ---------------------------- | -------- |
| 1     | Alperose (1985)       | Polo Hofer & SchmetterBand   | 12,8     |
| 2     | Träne (2000)          | Francine Jordi & Florian Ast | 12,7     |
| 3     | Hemmige (1970)        | Mani Matter                  | 11,6     |
| 4     | Kriminal-Tango (1959) | Hazy Osterwald               | 9,1      |
| 5     | Ewigi Liäbi (2000)    | Mash                         | 8,8      |

## Showstaffel 2007
Vom 28. Oktober bis 25. November 2007 wurden fünf Themenshows mit den Bezeichnungen «Emotions», «Specials», «Lovesongs», «Heimat» und «Ohrwürmer» gesendet. In jeder Sendung konnte unter 10 Hits ausgewählt werden. Die Sieger der einzelnen Folgen traten am 2. Dezember im Final gegen Vorjahressieger Alperose an.
| Platz | Titel                     | Interpret                    | Prozente |
| ----- | ------------------------- | ---------------------------- | -------- |
| 1     | Dr Schacher Seppli (1979) | Ruedi Rymann                 | 49,05    |
| 2     | Ewigi Liäbi (2000)        | Mash                         | 22,45    |
| 3     | Alperose (1985)           | Polo Hofer & SchmetterBand   | 11,9     |
| ?     | Träne (2000)              | Francine Jordi & Florian Ast |          |
| ?     | Heavenly Club (1968)      | Les Sauterelles              |          |
| ?     | Lift U Up (2005)          | Gotthard                     |          |

## Showstaffel 2008
Vom 26. Oktober bis 23. November 2008 wurden erneut fünf Themenshows mit den Bezeichnungen «Heimat & Fernweh», «Jung & Alt», «Herz & Schmerz», «Top & Flop» sowie «Stadt & Land» gesendet. Am 30. November folgte die Finalshow. Die Produktion dieser Staffel wurde aus Platzgründen in die Bodensee-Arena nach Kreuzlingen verlegt. Eine weitere Neuerung betraf den Einbezug bekannter Fernsehsendungen und Kinofilme.
| Platz | Titel                                  | Interpret           | Prozente |
| ----- | -------------------------------------- | ------------------- | -------- |
| 1     | Ku-Ku Jodel (2007)                     | Oesch’s die Dritten | 26,94    |
| 2     | E Vogel ohni Flügel (1985)             | Peter Reber         | 26,46    |
| 3     | Heaven (2000)                          | Gotthard            | 23,9     |
| ?     | Bring en hei (2006)                    | Baschi              |          |
| ?     | De Heiri hät es Chalb verchauft (1968) | Ruedi Walter        |          |

## Showstaffel 2009
Vom 18. Oktober bis 15. November wurden fünf weitere Themenshows mit den Bezeichnungen «Mannsbilder», «Liebesgeschichten», «Schweizweit», «Rampenlicht» und «Gefühlswelt» gesendet. Die Finalsendung folgte am 22. November. Neu standen nur nominierte Hits aus den letzten beiden Jahren zur Auswahl. Die Struktur der Sendung blieb ansonsten gleich.
| Platz | Titel                           | Interpret                              | Prozente |
| ----- | ------------------------------- | -------------------------------------- | -------- |
| 1     | Das Feyr vo dr Sehnsucht (2008) | Jodlerklub Wiesenberg & Francine Jordi | 42,84    |
| 2     | Rosalie (2008)                  | Bligg                                  | 36,11    |
| 3     | I ha di gärn (2008)             | Gölä                                   | 8,2      |
| 4     | Das Herz einer Mutter (2009)    | SängerFREUNDe & Stefan Roos            |          |
| 5     | Wunderbar (2008)                | Wunderbar-Ensemble                     |          |

## Die grössten Schweizer Hits – 10 Jahre danach
Am 23. November 2019 strahlte SRF 1 ein Revival der Show aus. Neben Rückblicken auf die Sendungen und Ereignisse der vergangenen zehn Jahre wurden fünf Schweizer Hits ab 2009 präsentiert. Per Televoting konnte das Publikum erneut den grössten Hit bestimmen. Die Moderation übernahm wieder Sven Epiney. In seiner Talkrunde sassen Beni Thurnheer, Baschi, Bligg, Tama Vakeesan, Trauffer und Beatrice Egli.
| Platz | Titel                | Interpret        | Prozente |
| ----- | -------------------- | ---------------- | -------- |
| 1     | 079 (2018)           | Lo & Leduc       | 31,02    |
| 2     | Amerika (2010)       | Adrian Stern     | 29,49    |
| 3     | Up in the Sky (2011) | 77 Bombay Street | 19,16    |
| ?     | Ma Chérie (2011)     | DJ Antoine       |          |
| ?     | Hippie-Bus (2015)    | Dodo             |          |

## Auszeichnungen
- 2008: Prix Walo in der Kategorie TV-Produktion (Preis für das Jahr 2007)